# چمپدور
چمپدور (به فرانسوی: Champdor) یک کمون (فرانسه) و نمایندگی کامین در فرانسه است که در ان (اوورنی-رون-آلپ) واقع شده‌است. چمپدور ۱۷٫۳۷ کیلومتر مربع مساحت و ۴۴۷ نفر جمعیت دارد و ۸۲۶ متر بالاتر از سطح دریا واقع شده‌است.